# Тубылгы Тау
Тубылгы Тау — село в Новошешминском районе Республики Татарстан. Административный центр и единственный населенный пункт Тубылгытауского сельского поселения.

## География
Расположено на р. Шешма, в 16 км к северу от села Новошешминск.

## История
Окрестности Тубылгы Тау были заселены в период Волжской Булгарии. В XV - 1-й половине XVII вв. эти места подверглись запустению и посещались татарским населением периодически как объект религиозного поклонения. Впервые упоминается в 1680 г. как Починок по речке Шешма. До 1991 г. носило официальное название Верхнее Никиткино. В XVIII — 1-й половине XIX вв. жители относились к категории государственных крестьян. Занимались земледелием, разведением скота, торговлей. В начале XX в. здесь функционировали 2 мечети (были построены в 1906 г. и 1909 г.), мектеб, 7 мелочных лавок. Первый колхоз в селе был создан в 1929 году. До 1920 г. село входило в Ерыклинскую волость Чистопольского уезда Казанской губернии. С 1920 г. — в составе Чистопольского кантона Татарской АССР. С 10.08.1930 г. — в Новошешминском, с 01.02.1963 г. — в Чистопольском, с 26.04.1983 г. — в Новошешминском районах.
По данным на 1870 год из 1096 человек населяющих село Старое и Новое Никиткино 888 были зафиксированы как татары-магометане отпавшие от крещения, 97 - как чуваши-магометане, еще 84 - русские. 

## Население
| 1782 | 1859 | 1897 | 1908 | 1920 | 1926 | 1938 | 1949 | 1958 | 1970 | 1979 | 1989 | 2002 | 2010 | 2012 | 2013 | 2014 | 2015 | 2016 | 2017 |
| ---- | ---- | ---- | ---- | ---- | ---- | ---- | ---- | ---- | ---- | ---- | ---- | ---- | ---- | ---- | ---- | ---- | ---- | ---- | ---- |
| 118  | 1137 | 1683 | 1967 | 2008 | 1279 | 447  | 401  | 314  | 315  | 204  | 581  | 716  | 633  | 623  | 629  | 621  | 592  | 587  | 570  |

Национальный состав: 2002 - татары (91%). 

## Инфраструктура
Отделение ОАО «Агрофирма Татарстан», общеобразовательная школа, сельский Дом культуры, фельдшерско-акушерский пункт, детский сад, сельская библиотека.